# Linia tramwajowa Alessandria – Sale

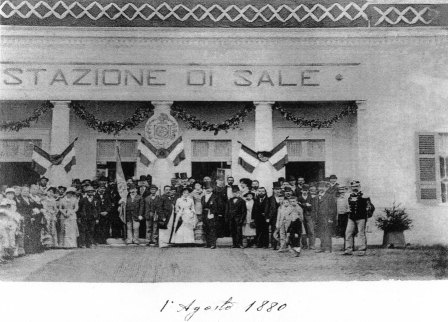
Uroczyste otwarcie linii w Sale

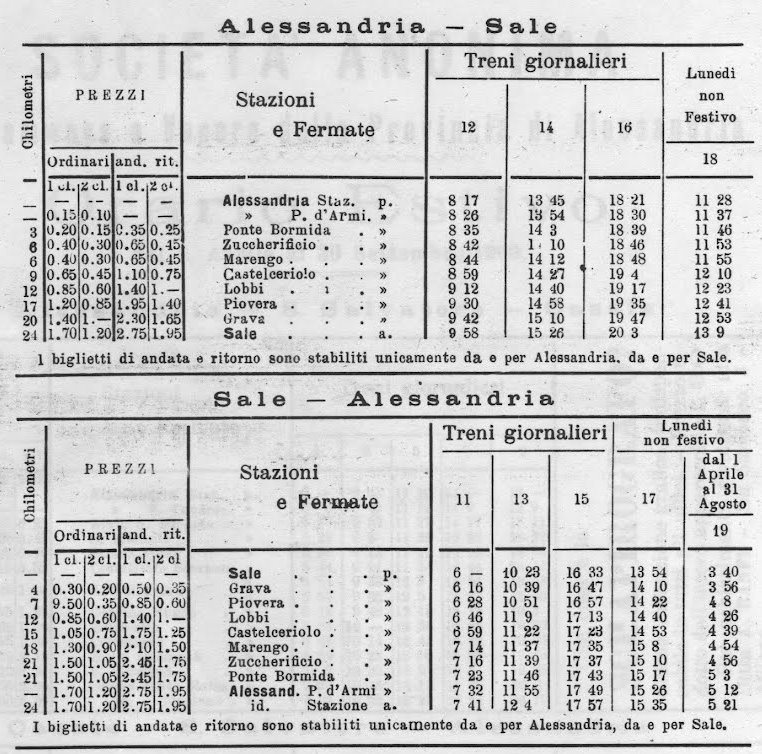
Rozkład jazdy

Linia tramwajowa Alessandria – Sale – działająca w latach 1880–1935 linia tramwaju międzymiastowego, która łączyła Alessandrię z Sale we Włoszech. W 1935 r. linię zamknięto dla ruchu pasażerskiego, ale odcinek między cukrownią Spinetta Marengo a stacją Spinetta funkcjonował dla przewozów towarowych jeszcze do lat 50. XX wieku.

## Historia
W 1876 r. dwaj przedsiębiorcy, Domenico Bellisomi z Salerno i Ercole Belloli z Cuggione, złożyli wniosek do urzędu gminy Alessandria w sprawie budowy dwóch linii tramwaju parowego: z Alessandrii do Casale Monferrato i z Alessandrii do Sale; w 1879 r. podobny wniosek został złożony przez tych dwóch przedsiębiorców do urzędu gminy Sale w sprawie przedłużenia linii z Sale do Pontecurone. Wkrótce potem rozpoczęto prace budowlane, ale z przyczyn technicznych zrezygnowano z wydłużenia linii do Pontecurone.
Inauguracja linii Alessandria – Sale i Alessandria – Casale odbyła się 1 sierpnia 1880 r. w obecności ministra sprawiedliwości Tommaso Villi, członków parlamentu prowincji Alessandria i prefekta; pierwsze tramwaje ruszyły w trasę 11 sierpnia następnego roku. Początkowo rozkład jazdy obejmował dwie pary kursów dziennie, później trzy (plus dodatkowa para w nieświąteczne poniedziałki). Tramwaje pokonywały linię w godzinę i trzydzieści osiem minut.
W październiku 1881 r. Belloli i Bellisomi sprzedali linię belgijskiemu przedsiębiorstwu Società Anonima delle Tramvie a Vapore della Provincia di Alessandria, założonemu rok wcześniej w Brukseli i upoważnionemu do działania we Włoszech od lutego 1881 r. 27 kwietnia 1882 r. Bellisomi, w międzyczasie wraz z Bellolim odznaczony Orderem Korony Włoch, dokonał otwarcia linii tramwajowej Sale – Tortona, która była przedłużeniem linii Alessandria – Sale.
Z biegiem czasu linia ta, jak i pozostałe obsługiwane przez wspomnianą belgijską firmę, przestała zaspokajać potrzeby miejscowej ludności, oferując coraz gorsze usługi. Linia została zamknięta 7 listopada 1933 r. i zastąpiona autobusami przewoźnika Società Autotrasporti Alessandria (SAA); krótki odcinek między cukrownią Spinetta Marengo a stacją Spinetta pozostał w użyciu do lat 50. XX w. jako połączenie towarowe.

## Opis
Linia tramwajowa była jednotorowa o rozstawie szyn 1445 mm. Jej długość była równa 23,9 km. Maksymalne nachylenie trasy wynosiło 18‰, minimalny promień łuku 30 m, a maksymalna dopuszczalna prędkość 20 km/h.

## Trasa
Krańcówka, podobnie jak w przypadku linii do Casale, znajdowała się w Alessandrii w miejscu, gdzie później zbudowano Pałac Sprawiedliwości; stamtąd linia biegła do przystanków piazza Savona (później piazza Garibaldi) i piazza d’Armi (później przemianowanego na piazza Matteotti).
Opuszczając miasto tramwaj przekraczał rzekę Bormida, następnie docierał do miejscowości Marengo, Castelceriolo, Lobbi, Piovera i Grava, kończąc bieg w Sale na krańcówce wspólnej z linią tramwajową z Tortony. Krańcówka wyposażona była w zajezdnię i warsztat.

## Tabor
W latach 1927–1930 tabor składał się z dwunastu lokomotyw parowych, 31 wagonów doczepnych dwuosiowych i 70 wagonów towarowych.